# Boleslaw Gutowski
Boleslaw Gutowski (polnisch Bolesław Gutowski; * 21. April 1888 in Rzewnie; † 27. August 1966 in Warschau) war ein polnischer Physiologe.

## Leben
Boleslaw Gutowski wurde am 21. April 1888 in Rzewnie (Masowien/Polen) geboren. Das Medizinstudium an der Warschauer Universität absolvierte er im Jahre 1922. Als Physiologe und Professor an der Warschauer Universität und SGGW, führte er tierphysiologische Pionierarbeiten und Forschungen an Neurohormonen des Gehirns und an der Wirkung des Histamins auf die Produktion der Magensäure durch.
Seine erste wissenschaftliche Arbeit publizierte Boleslaw Gutowski bereits als Student im dritten Jahr. Seine erste bedeutende Leistung war 1923 die wesentliche Ausarbeitung der Methode der Bioanalyse zur Entnahme aktiver Substanzen aus Organen und dem Gewebe. Diese Methode wurde rasch zur grundlegenden Methode bei neurophysiologischen und endokrinologischen Untersuchungen. In seiner Habilitationsarbeit 1926 lieferte Gutowski den Nachweis der Existenz blutdrucksteuernder aktiver Substanzen im Gehirn. Gutowski untersuchte als Leiter des Physiologisch-Veterinärmedizinischen Lehrstuhls die chemisch-hormonelle und neurologische Regulierung der Magensaft- und Bauchspeichelproduktion an Hunden und Vögeln.
Der Zweite Weltkrieg unterbrach die Forschungs- und Lehrtätigkeit Gutowskis. Als Leutnant der Polnischen Armee nahm er 1939 am Septemberfeldzug teil, wurde dann im Kriegsgefangenenlager Grazowiec in der UdSSR interniert, und leistete danach einen dreijährigen Dienst als Arzt in der Armee des Generals Anders. Nach dem Krieg verbrachte er zwei Jahre in England, wo er als Professor auf dem Royal (Dick) Veterinary College in Edinburgh als Dekan tätig war.
Im Sommer 1947 kehrte Gutowski auf den Lehrstuhl in Warschau zurück und führte zahlreiche Testreihen physiologischer Verdauungsuntersuchungen an Wiederkäuern durch. Die Untersuchungen betrafen den Stickstoffwechsel im Dickdarm und im Vormagen der Schafe und des Viehs, wie auch des Verdauungsprozesses verbunden mit der Zerlegung der Rohenfaser, nachdem man der Nahrung anstatt des Eiweißes den Nichteiweißstickstoff beifügte.
Auch untersuchte er Magensekretion, Dickdarmmotorik und den Verdauungstrakt wilder Tiere. Unter seiner Leitung wurde die Methode zu der Entnahme des Knochenmarks ausgearbeitet und man führte zahlreiche Knochenmarkuntersuchungen und Blutuntersuchungen des Wildes durch. Ein separates Kapitel bildeten Untersuchungen aus dem Gebiet der Physiologie der Fortpflanzung der Schweine und der Silberfüchse.
Boleslaw Gutowski war der Gründer der Physiologischen Schule, die sowohl in Polen, wie auch international große Anerkennung fand.
Boleslaw Gutowski starb am 27. August 1966 in Warschau.
| Personendaten    | Personendaten         |
| ---------------- | --------------------- |
| NAME             | Gutowski, Boleslaw    |
| ALTERNATIVNAMEN  | Gutowski, Bolesław    |
| KURZBESCHREIBUNG | polnischer Physiologe |
| GEBURTSDATUM     | 21. April 1888        |
| GEBURTSORT       | Rzewnie               |
| STERBEDATUM      | 27. August 1966       |
| STERBEORT        | Warschau              |